# Aoyama Shunsuke
Shunsuke Aoyama (sinh ngày 8 tháng 7 năm 1985) là một cầu thủ bóng đá người Nhật Bản.

## Sự nghiệp câu lạc bộ
Shunsuke Aoyama đã từng chơi cho Fagiano Okayama, Unsommet Iwate Hachimantai và Fukushima United FC.